# Shelley Moore Capito
Shelley Wellons Moore Capito (født 26. november 1953) er en amerikansk politiker. Hun er en senator og repræsenterer West Virginia og Det republikanske parti.